# E66 (trasa europejska)
E66 – trasa europejska pośrednia wschód-zachód, biegnąca przez północne Włochy, południową Austrię i zachodnie Węgry.
E66 odbija od trasy europejskiej E45 (włoskiej autostrady A22) w miejscowości Fortezza na północ od Brixen. We Włoszech biegnie szlakiem drogi krajowej ss49 przez Brunico do wsi Prato alla Drava na granicy z Austrią. W Austrii E66 biegnie szlakiem: 
- drogi federalnej nr 100 przez Liezen do Spittal an der Drau,
- autostrady A10 do Villach,
- autostrady A2 przez Klagenfurt am Wörthersee i Graz do węzła Ilz-Fürstenfeld koło wsi Riegersdorf,
- drogi federalnej nr 65 przez Fürstenfeld do granicy państwowej Rábafüzés - Heiligenkreutz.

Na terenie Węgier E66 biegnie szlakiem drogi krajowej nr 8 przez Vasvár i Veszprém (obwodnica) do Székesfehérvár, gdzie łączy się z trasą europejską E71.
Ogólna długość trasy E66 wynosi około 633 km, z tego 67 km we Włoszech, 385 km w Austrii i 181 km na Węgrzech.

## Stary system numeracji
Do 1985 obowiązywał poprzedni system numeracji, według którego oznaczenie E66 dotyczyło trasy: Esbjerg – Kolding – Middelfart – Nyborg – przeprawa promowa – Korsør – Kopenhaga (przeprawa promowa do Malmö). Ówcześnie trasa była zaliczana do kategorii „B”, która obejmowała odgałęzienia i łączniki między arteriami europejskimi.

### Drogi w ciągu dawnej E66
Lista dróg opracowana na podstawie materiału źródłowego
| Dania             | droga nr 1/A1: Esbjerg – Holsted – Vejen – Kolding – Middelfart – Odense – Nyborg                                         |
| przeprawa promowa | |
| Dania             | - autostrada A1: Korsør – Slagelse - droga nr 1/A1: Slagelse – Ringsted – Roskilde - autostrada E66: Roskilde – København |